# Cecilia Chung
Cecilia Chung, em chinês:  鍾紹琪, (Hong Kong, 1965) é uma líder dos direitos civis e ativista pelos direitos LGBT, conscientização sobre HIV/AIDS, defesa da saúde e justiça social. Ela é uma mulher trans, e sua história de vida foi uma das quatro principais histórias da minissérie When We Rise, da ABC, de 2017, sobre direitos LGBT nas décadas de 1970 e 1980.

## Primeiros anos
Cecilia nasceu em Hong Kong em 1965 e imigrou para Los Angeles com sua família em 1984. Um ano depois, mudou-se para São Francisco para estudar no City College de São Francisco antes de se transferir para a Golden Gate University em 1987 com um diploma em gestão internacional. Depois, passou alguns anos trabalhando como intérprete judicial para o Condado de Santa Clara, e como instrutora de vendas em uma empresa financeira.

## Ativismo LGBT
Cecilia passou grande parte de sua vida adulta defendendo questões relacionadas à saúde que afetam a comunidade LGBT, incluindo trabalhar como conselheira de teste de HIV no UCSF AIDS Health Project, coordenadora do programa de HIV no API American Health Forum e vice-diretora do Transgender Law Center. Além disso, Cecilia é a primeira mulher transgênero e a primeira asiática a ser eleita para liderar o conselho de diretores da Celebração do Orgulho Lésbico, Gay, Bissexual e Transgênero de São Francisco e a primeira mulher transgênero e a primeira pessoa vivendo abertamente com HIV a presidir a Comissão de Direitos Humanos de São Francisco.
Cecilia fundou a San Francisco Transgender Advocacy and Mentorship (SF TEAM) para oferecer eventos para a comunidade transgênero por meio do Centro Comunitário LGBT de São Francisco. Ela também é uma das fundadoras da Marcha Trans anual.

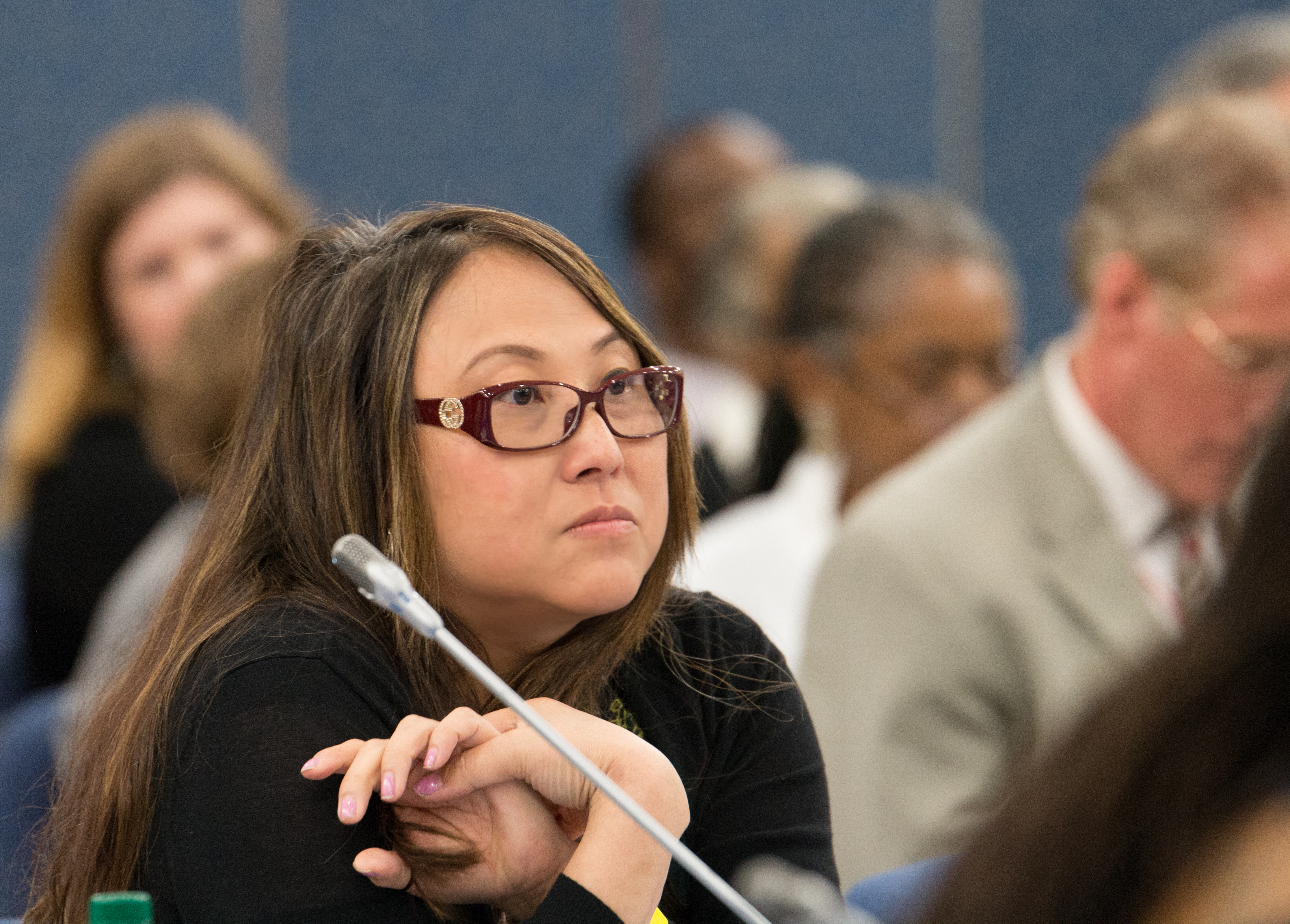
Chung em conferência sobre HIV/AIDS, setembro de 2014

Em 2013, Cecilia foi nomeada para a Comissão de Saúde pelo prefeito Edward Lee. Ela ganhou as manchetes por tornar São Francisco a primeira cidade dos Estados Unidos a pagar por cirurgias de redesignação sexual para pacientes transgênero sem plano de saúde. Por meio de sua nomeação, ela também conseguiu treinar funcionários do Departamento de Saúde Pública de São Francisco sobre questões transgênero no programa "Transgender 101".
No mesmo ano, Cecilia foi nomeada pelo presidente Barack Obama para o Conselho Consultivo Presidencial sobre HIV/AIDS, onde serviu por dois mandatos completos e renunciou ao conselho antes da posse do presidente Donald Trump. Para a Conferência sobre a AIDS de 2014, Cecilia publicou um artigo intitulado "VIH: um apelo à solidariedade com a comunidade transgénero", no qual partilhou um encontro pessoal com o abuso policial e enfatizou a importância da inclusão e da unidade dentro da comunidade de mulheres trans.
Cecilia é a Diretora de Avaliação e Iniciativas Estratégicas do Transgender Law Center e ex-presidente do US PL HIV Caucus.

## Vida pessoal
Em 1992, Cecilia decidiu fazer a transição. Ela se afastou da família devido à falta de compreensão sobre ela ser transgênero. Ela também teve que se demitir do emprego de instrutora de vendas para facilitar o processo. Ela dependia do emprego de intérprete judicial como sua única fonte de renda, mas seu contrato de trabalho foi rescindido logo depois que um juiz notou suas mudanças físicas devido à transição. Ela acabou morando nas ruas e teve que recorrer ao trabalho sexual para sobreviver, o que a sujeitou à violência sexual e física. Ela também recorreu às drogas para se automedicar. No mesmo ano, ela foi diagnosticada como HIV positiva.
Em 1995, quase três anos depois de se tornar sem-teto, Cecilia foi esfaqueada durante uma tentativa de agressão sexual e levada ao pronto-socorro. Sua mãe, que era o contato de emergência, veio ao hospital para uma visita e os dois se reconciliaram. Desde então, Cecilia completou sua cirurgia de redesignação de gênero em Bangkok em 1998.

## Prêmios e honrarias

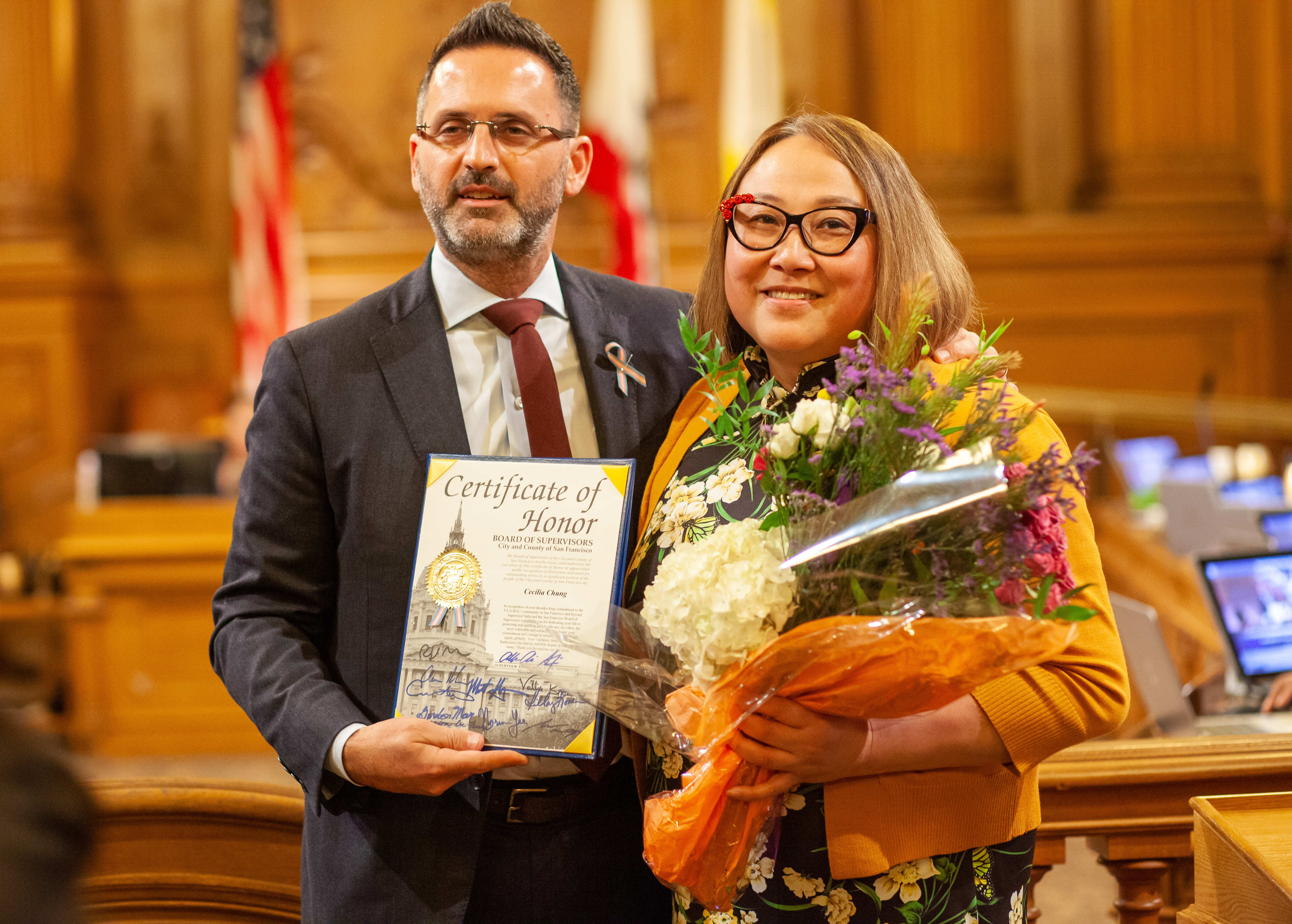
Chung recebendo um certificado de honra da supervisora de São Francisco, Ahsha Safaí, novembro de 2019

- 1994: Força-Tarefa de Discriminação de Transgêneros[1]
- 1998: Comitê de Celebração do Orgulho Lésbico Gay, Bissexual e Transgênero de São Francisco[1]
- 2001: Primeira mulher asiática e transgênero eleita para a presidência do Conselho do Comitê de Celebração do Orgulho LGBT de São Francisco[1]
- 2001: Conselho de Administração do Centro de Bem-Estar Asiático e das Ilhas do Pacífico[1]
- 2011: Grupo de Trabalho para a Aplicação dos Direitos Civis[9]
- 2012: Recebeu o Prêmio Levi Strauss & Co. Pioneer.[10]
- 2013: Nomeada para a Comissão de Saúde pelo Prefeito Lee[2]
- 2019: Elogiada pelo Conselho de Supervisores de São Francisco durante a Semana de Conscientização Transgênero[11]
- Prêmio Cleve Jones da Fundação de AIDS de São Francisco[8]
- Prêmio de Serviço Comunitário da Campanha de Direitos Humanos[8]
- Mulher do Ano da Califórnia[8]
- Prêmio de Campeão do Ano Out and Equal[8]
- 2020: Prêmio NAAAP100[12]

## Na cultura popular
A atriz Ivory Aquino interpretou Cecilia na minissérie sobre direitos LGBT, intitulada When We Rise.